# كأس هوبمان
كأس هوبمان للتنس هي بطولة تنس استعراضية للمحترفين تقام في مدينة بيرث الأسترالية على أراضي صلبة , وقد بدأت البطولة في عام 1989 واستمرت حتى الآن. يشارك في البطولة فرق متكونة من رجال وسيدات وتلعب مباريات فردي وزوجي وزوجي مختلط.